# Franchino Camporeale
Francesco Camporeale detto Franchino (San Ferdinando di Puglia, 1925 – Bologna, 3 dicembre 2016) è stato un batterista italiano.

## Biografia
Batterista, fondatore della orchestra della Rai Orchestra Spettacolo Franchino Camporeale, fu tra i primi in Emilia Romagna a utilizzare la batteria a doppia cassa.
Suonò in gruppo con Enzo Ceragioli, Bruno Aragosti, Henghel Gualdi, Leopoldo Cepparello, Bill Coleman e Fred Palmer. e accompagnò anche Domenico Modugno, Luciano Tajoli, Marisa Sacchetto.
Muore dopo essere stato investito sulle strisce pedonali da un'auto guidata da una donna.

## Discografia

### 30 giri
- Franchino Camporeale e il suo complesso, Paese in festa, Minerva
- 1975 – Franchino Camporeale, Orchestra Folk Spettacolo, Studio 70 Record

### 45 giri
- 1961 – Franchino Camporeale e il suo dinamico complesso, L'uomo dal braccio d'oro/Come mille diavoli, Sabrina (casa discografica)
- Orchestra Spettacolo Franchino Camporeale, Torna Rosina/Carolina, Excelsior
- Franchino C. Complesso Camporeale, O mia bela Madunina/I barbun de Milan, Di-Fi record
- 1969 – Franchino Camporeale, La sposa/La suocera, Di-Fi record

## Spartiti
- Franchino Camporeale, Celentano tango + Il tango della suocera, Reggio Emilia, Edizioni  musicali Tigre, 1965.
- Franchino Camporeale, Alcuni successi dell'orchestra della Rai-TV, Reggio Emilia, Edizioni  musicali Oscar, 1976.
- Franchino Camporeale, Due successi dell'orchestra della Rai-TV: Campi verdi - La rossa, Reggio Emilia, Edizioni  musicali Oscar, 1976.

## Riconoscimenti
- 1955 - Maschera d'argento Rai.[10]
- 1984 - Premio per i trascorsi musicali, "50 anni di jazz a Bologna".[11]